# 배틀필드 1942
배틀필드 1942 (Battlefield 1942)는 EA 디지털 일루젼스 크리에이티브 엔터테인먼트 AB에서 개발하고 일렉트로닉 아츠에서 배급한 배틀필드 시리즈의 첫 작품이다. 한국에서 2002년 9월 10일 발매되었다. 현재 다양한 모드가 개발되어 있다.
제2차 세계 대전의 연합국(미국, 영국, 소련)과 추축국(독일, 일본) 사이의 전쟁을 배경으로 한다. 플레이어는 5개의 병과(정찰병, 전투병, 대전차병, 위생병, 공병) 중 하나를 선택할 수 있으며, 다양한 장비(전투기, 폭격기, 주력함, 잠수함, 항공모함, 해안포, 탱크, 병력 수송 장갑차, 지프, 방공포, 기관총)를 이용할 수 있다.
각 전투는 제2차 세계 대전의 주요 전투를 배경으로 한다. 모든 전투는 연합국과 추축국 사이의 전투이고, 전투에 따라서 국가가 결정된다. (예를 들어, 웨이크 섬 전투는 미국과 일본 사이의 전투이며, 엘 알라메인은 독일과 영국 사이의 전투이다.) 배틀필드 1942의 모든 맵은 실제 전투지를 기반으로 하여 사실적으로 구현되었다.
2012년 11월 11일 일렉트로닉 아츠는 배틀필드 1942 출시 10주년을 맞아 오리진에 게임을 무료로 배포했다.

## 게임 플레이
배틀필드 1942는 이전의 1인칭 슈팅 게임들과는 다르게 협력 플레이에 중점을 두었다. 적을 사살하는 것뿐만 아니라 전투지 곳곳에 위치한 점령 지점을 장악하는 것 또한 중요하다.

## 역할
플레이어는 연합국과 추축국을 양자택일할 수 있다. 연합국은 미국, 영국, 소련으로 구성되어 있고, 추축국은 독일과 일본으로 구성되어 있다. 플레이어가 선택한 국적과 상관없이 5개의 병과 중 1개의 병과를 택할 수 있다. 병과는 다음과 같다 : 정찰병, 전투병, 대전차병, 위생병, 공병.
정찰병은 긴 사격거리, 강한 저지능(阻止能), 포대(砲臺)에 목표물의 위치를 보내 포격을 요청할 수 있다는 장점이 있지만, 근접전에서 약하다는 단점이 있다. 전투병은 가장 일반적인 병과이며, 강한 화력을 지닌다. 대전차병은 적의 탑승장비를 상대하는 데에 특화되었지만, 보병을 상대하는 데에는 취약하다. 위생병은 자신과 아군을 치료할 수 있지만, 전투병에 비해 화력이 약하다. 공병은 탑승장비를 수리할 수 있고, 폭발물과 지뢰를 설치할 수 있다.

## 개발
배틀필드 1942는 코드네임 이글의 영향을 받았다. 엔진은 리프렉터 1 엔진을 사용했는데, 이는 후속작인 배틀필드 2에서 사용한 리프렉터 2 엔진에 비해 사실성이 떨어지고 아케이드성이 높다. 아스파이어 미디어는 2004년 중엽에 매킨토시 컴퓨터에 호환 가능한 배틀필드 1942를 출시했다. 반나치법안으로 하켄크로이츠가 바이마르 공화국의 깃발로 대체되었다.

## 확장팩
EA 디지털 일루젼스 크리에이티브 엔터테인먼트 AB는 배틀필드 1942의 확장팩으로 배틀필드 1942 : 더 로드 투 로마와 배틀필드 1942 : 2차 세계대전의 비밀병기들을 출시했다. 배틀필드 1942 : 더 로드 투 로마는 이탈리아의 전투들에 초점이 맞춰져있고, 플레이어는 자유 프랑스군과 이탈리아군을 플레이할 수 있다. 배틀필드 1942 : 2차 세계대전의 비밀병기들은 희귀한 무기나 장비들에 초점이 맞춰져있다. 배틀필드 1942 디럭스 에디션은 배틀필드 1942, 배틀필드 1942 : 더 로드 투 로마, 배틀필드 1942 : 2차 세계대전의 비밀병기들을 포함한다. 배틀필드 컴플리트 컬렉션에는 배틀필드 베트남이 추가된다.

## 평가
게임 리뷰 사이트인 게임랭킹스는 44개의 리뷰를 기반으로 88점의 점수를 주었다. 메타크리틱은 27개의 리뷰를 기반으로, 89점의 점수를 주었다. 제6회 인터랙티브 어치브먼트 어워드에서 배틀필드 1942는 온라인 게임플레이, PC 게임 혁신, 올해의 PC 게임, 올해의 게임 부문에서 수상했다.